# Cleora leucostigma
Cleora leucostigma là một loài bướm đêm trong họ Geometridae.